# Schizomyia maeruae
Schizomyia maeruae är en tvåvingeart som beskrevs av Ephraim Porter Felt 1926. Schizomyia maeruae ingår i släktet Schizomyia och familjen gallmyggor. Inga underarter finns listade i Catalogue of Life.